# Боганде
Боганде (фр. Bogandé) — город и городская коммуна в Буркина-Фасо, в Восточной области. Административный центр провинции Няня.
Расположен в восточной части страны, на высоте 267 м над уровнем моря. Население городской коммуны (департамента) Боганде по данным переписи 2006 года составляет 84 838 человек. Население самого города Боганде по оценочным данным на 2012 год насчитывает 14 727 человек; по данным переписи 2006 года оно составляло 11 913 человек. Помимо собственно города Боганде городская коммуна также включает ещё 36 деревень.